# Diocèse d'Avranches
Le diocèse d'Avranches (en latin : Dioecesis Abrincensis) est un ancien diocèse de l'Église catholique en France. Érigé au Ve siècle, il est un des diocèses historiques de Normandie. Il couvrait l'Avranchin et le Mortainais, deux pays traditionnels de Basse-Normandie. L'abbaye du Mont-Saint-Michel en dépendait. Suffragant de l'archidiocèse métropolitain de Rouen, il relevait de la province ecclésiastique de Rouen. Supprimé en 1801, il n'a pas été rétabli. Depuis 1854, l'évêque de Coutances relève le titre d'évêque d'Avranches, pour le diocèse de Coutances et Avranches.

## Géographie
Le diocèse d'Avranches couvrait le sud du département de la Manche (actuel arrondissement d'Avranches), au-dessous d'une ligne Villedieu-les-Poêles à Jullouville. Sa limite nord-ouest était en effet le Thar (rivière), qui le séparait au nord de l'ancien diocèse de Coutances ou Cotentin. Il correspond à l'ancien pagus des Abrincates ou aux anciennes élections de Mortain et Avranches dans la généralité de Caen. En 1790, avec la création des départements, ce même territoire reste en deux unités avec les districts d'Avranches et de Mortain. En 1800, ils deviennent arrondissements et en 1926 ils sont à nouveau réunis en un seul arrondissement. En 2017, la Communauté d'agglomération Mont-Saint-Michel - Normandie est créée sur un territoire très proche de celui de l'ancien diocèse d'Avranches.

## Histoire
Fondé en 511, à la fin du IXe siècle, l'évêché d'Avranches disparaît pour cent vingt années à la suite des raids normands. Lors de la guerre de Cent Ans, l'évêque Jean Haut-Frine, se replie à l'abbaye Saint-Ouen de Rouen, où il meurt en 1358. Son successeur, Foulques Bardoul renoncera au bout d'un an. L'évêché, où 67 évêques se succédèrent, est supprimé en 1790.

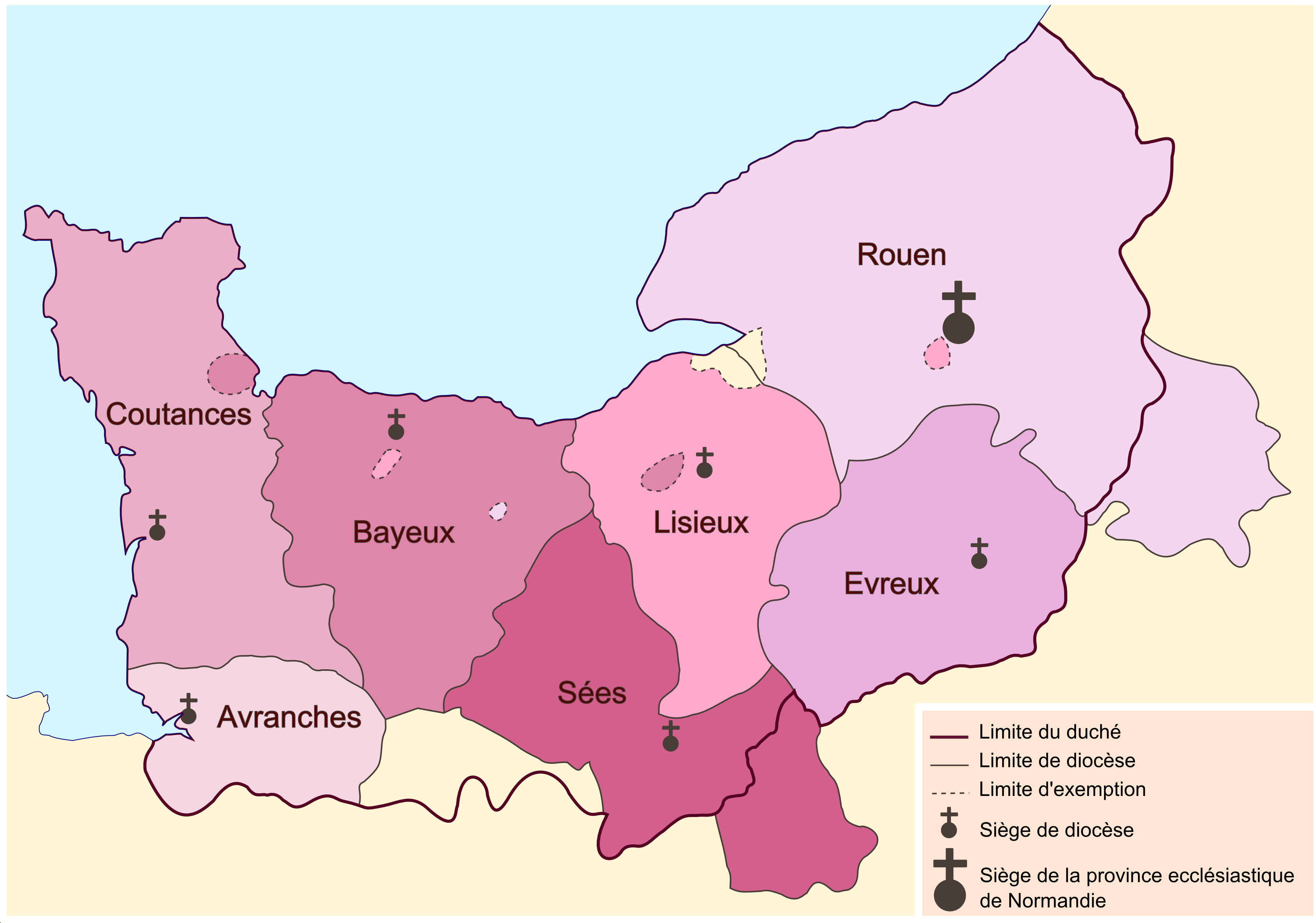
Diocèses normands avant 1802

En 1801, le siège épiscopal est supprimé à la suite du Concordat et son diocèse annexé à celui de Coutances. En 1854, par décret apostolique du pape Pie IX en date du 12 juin, le siège d'Avranches est relevé et le titre d'évêque d'Avranches attribué aux évêques de Coutances. Il est alors créé le diocèse de Coutances et d'Avranches.

## Administration
Le diocèse était découpé en deux archidiaconés et huit doyennés : 
- Le Val de Mortain
  - La Chrétienté de Mortain ou doyenné de Mortain
  - Cuves
  - Saint-Hilaire-du-Harcouët contient le doyenné du Teilleul.
- La Chrétienté d'Avranches ou archidiaconé d'Avranches 
  - La Chrétienté d'Avranches et La Croix-Avranchin forment le doyenné d'Avranchin
  - Genêts, qui comprenait vingt-sept paroisses, deux abbayes (l'abbaye du Mont-Saint-Michel et l'abbaye de La Lucerne) et cinq prieurés[5]
  - Tirepied (ou Val de Sée)

Soit en tout 176 paroisses.